# Departamento de Transporte de Virginia
El Departamento de Transporte de Virginia (en inglés: Virginia Department of Transportation, VDOT) es la agencia estatal gubernamental encargada en la construcción y mantenimiento de toda la infraestructura ferroviaria, carreteras estatales; así como sus autopistas federales, locales e interestatales, y transporte aéreo del estado de Virginia. La sede de la agencia se encuentra ubicada en Richmond, Virginia y su actual director es Gregory A. Whirley Sr.